# اسور آندریاس یاکوبسون
اسور آندریاس یاکوبسون (ایسلندی: Sverre Andreas Jakobsson؛ زادهٔ ۸ فوریهٔ ۱۹۷۷) بازیکن هندبال اهل ایسلند بود.